# Johann Christoph Blumhardt

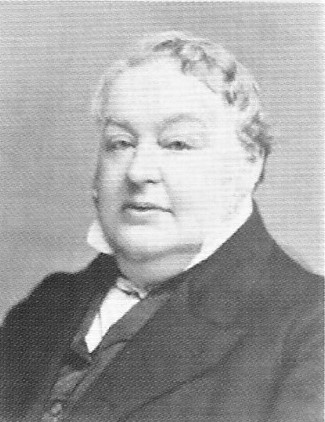
Johann Christoph Blumhardt
(1805–1880)

Johann Christoph Blumhardt (* 16. Juli 1805 in Stuttgart; † 25. Februar 1880 in Boll) war ein Pfarrer der württembergischen Erweckungsbewegung, evangelischer Theologe und Kirchenlieddichter.

## Leben

### Kindheit und Jugend

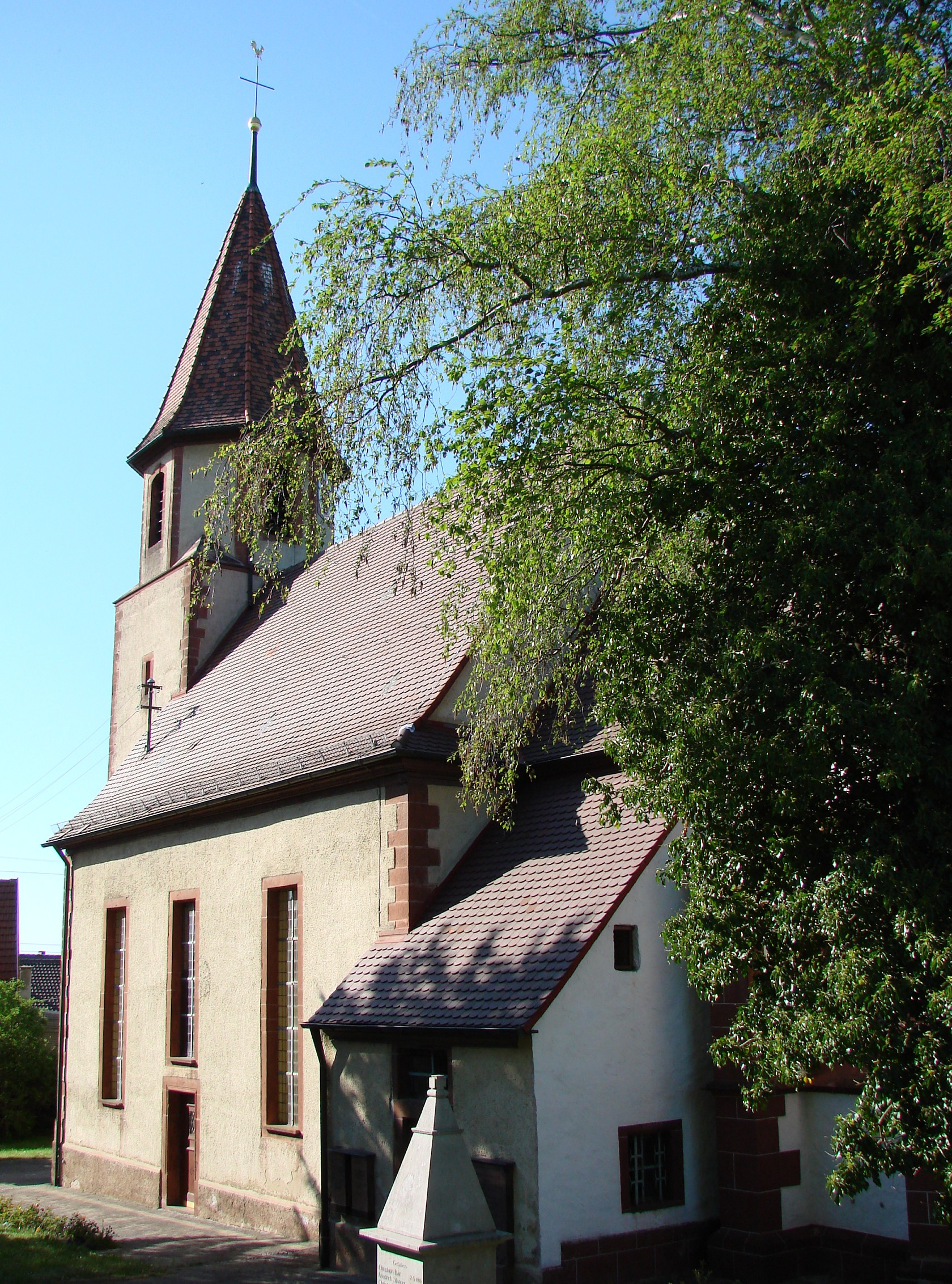
Möttlinger evangelische Pfarrkirche von 1746, ursprünglich Marienkirche, 1955 in Blumhardtkirche umbenannt

Geboren 1805 in Stuttgart als Sohn des Bäckers und Holzmessers Johann Georg Friedrich Blumhardt, wuchs Johann Christoph Blumhardt in ärmlichen Verhältnissen auf. Er war ein Neffe zweiten Grades des Stuttgarter Theologen Christian Gottlieb Blumhardt. Ab dem vierten Lebensjahr besuchte er die Volksschule und anschließend das Stuttgarter Gymnasium. Als begabter Schüler erhielt er Beihilfe und es wurden ihm die Unterrichtsgebühren erlassen. 
Seine Kindheit war durch das christliche Elternhaus und durch die lebendige Reich-Gottes-Erwartung in den Kreisen des schwäbischen Pietismus geprägt. So kam es durch Wilhelm Hoffmann früh zu engen Berührungspunkten mit Anschauungen der Korntaler Brüdergemeinde, etwa von der bevorstehenden Wiederkunft Christi oder der heilenden Kraft des Gebetes.

### Studium der Theologie
1820, nach einer zweiten Aufnahmeprüfung, dem „Landexamen“, wurde er Stipendiat des Evangelisch-theologischen Seminars in Schöntal, wo er sich auf das Theologiestudium vorbereitete. Von 1824 bis 1829 studierte er Theologie an der Universität Tübingen. Zu seinen Lehrern gehörten nicht nur Theologen, die – wie etwa Johann Christian Friedrich Steudel – dem Pietismus nahestanden, sondern auch solche, die die historisch-kritische Tübinger Schule begründeten, darunter Ferdinand Christian Baur. Während seines Theologiestudiums in Tübingen lernte er unter anderem Eduard Mörike kennen, der ebenfalls als Student im Evangelischen Stift wohnte und zu dem sich eine innige Freundschaft entwickelte. Auch mit David Friedrich Strauß, dem späteren Begründer der Leben-Jesu-Forschung, kam es während seiner Studienzeit zu Begegnungen. Blumhardts Abgangszeugnis vom Tübinger Stift bescheinigt ihm, das Studium „ziemlich gut und erfolgreich“ absolviert zu haben.

### Der Weg zum Pfarrer
Nach gut bestandenem 1. Theologischem Examen trat Blumhardt 1829 sein erstes Vikariat in Dürrmenz (bei Mühlacker) an. 1830 wurde er als Missionslehrer nach Basel berufen. Nach sieben Jahren verließ er Basel, um als Pfarrgehilfe nach Iptingen zu gehen.

### Pfarrer in Möttlingen
Im Juli 1838 wurde er zum Pfarrer in Möttlingen (bei Bad Liebenzell) ernannt. Hier heiratete er Doris Köllner, eine Tochter seines Missionsfreundes Karl Köllner. 1842 wurde ihr Sohn, der spätere Theologe Christoph Friedrich Blumhardt, geboren.

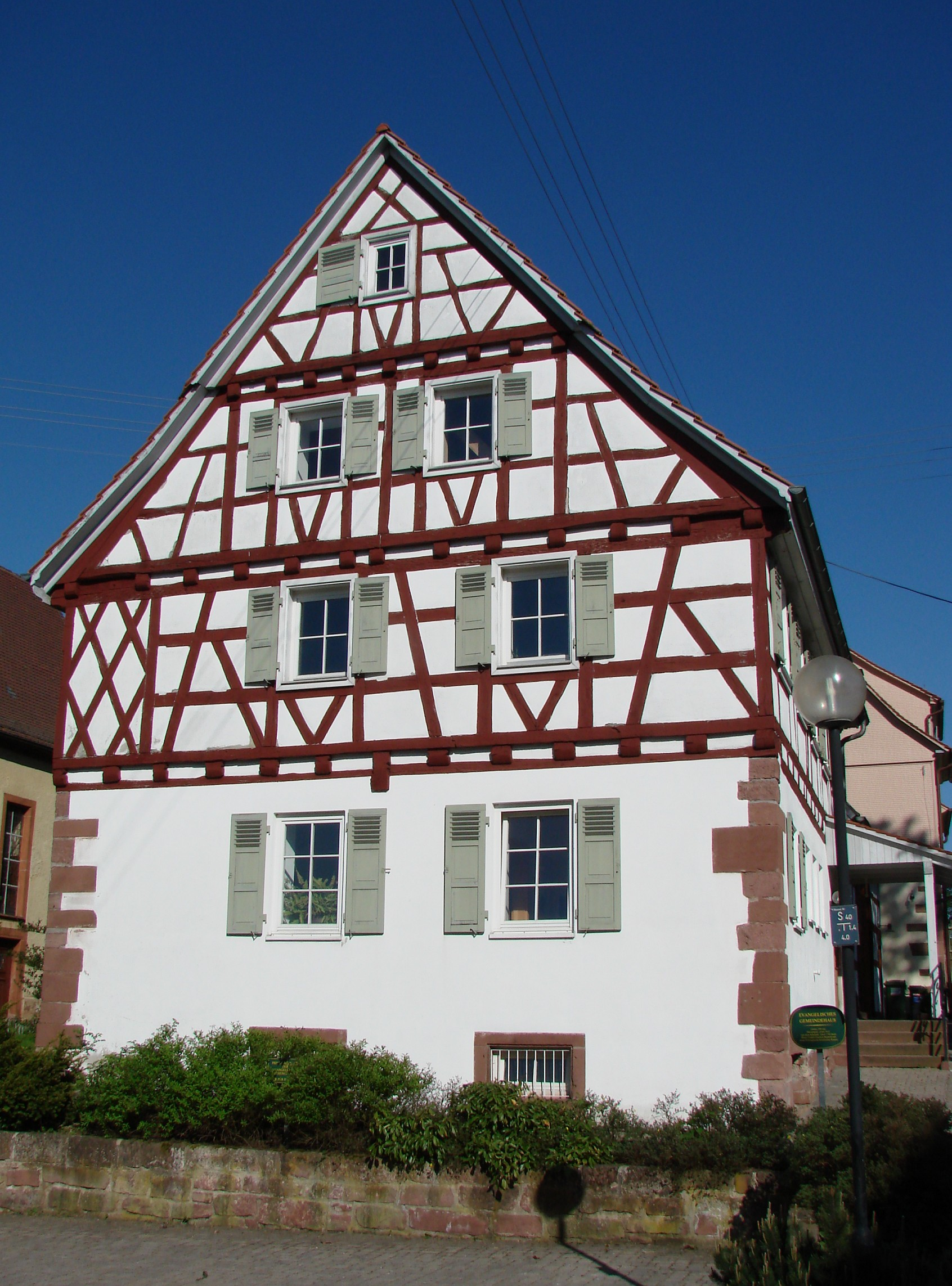
Evangelisches Gemeindehaus Möttlingen

Im Jahr 1840 wurde Gottliebin Dittus, eine junge Frau aus der Gemeinde, erstmals von unerklärlichen Krämpfen, Blutungen und Geistererscheinungen heimgesucht. Nach anfänglichem Zögern Blumhardts kam es ab dem Jahr 1842 zu häufigeren Seelsorgegesprächen und Gebetsstunden mit der Erkrankten. Aus den anfänglichen, unregelmäßigen Gebeten wurde mit der Zeit ein regelrechter „Gebetskampf“, der später als der „Geisterkampf von Möttlingen“ bekannt werden sollte und sich über zwei Jahre – bis ins Jahr 1843 – hinzog. Blumhardt betete teilweise mehrere Stunden am Tag für Dittus und hatte selber immer wieder Mühe mit den sich im Hause der Gottliebin Dittus abspielenden Szenen, da er in der Zeit des protestantischen Rationalismus an der Universität gelernt hatte, dass Wunder nach der apostolischen Zeit aufgehört hätten. Die Krankheitsgeschichte der Gottliebin Dittus und ihr Leiden, das Blumhardt später in einem Bericht an das kirchliche Konsistorium als „Geisterkampf“ bezeichnete, endete in der Nacht vom 26. auf den 27. Dezember 1843 mit dem Schrei aus der Kehle ihrer Schwester Katharina: „Jesus ist Sieger!“ Dieser laute Ruf wurde in der Folge zum Losungswort Johann Christoph Blumhardts. Er dichtete 1852 das heute noch im Evangelischen Gesangbuch enthaltene Lied Dass Jesus siegt, bleibt ewig ausgemacht.

### Die Buß- und Erweckungsbewegung
Diese Heilung löste eine Buß- und Erweckungsbewegung aus. Am 8. Januar 1844 kamen vier Gläubige aus der Gemeinde, die beichten wollten. Am 27. Januar waren es 16, am 30. Januar 35, dann 67, 156, 246 Personen, schließlich fast das ganze Dorf. Auch Auswärtige strömten nun nach Möttlingen zu Blumhardts Gottesdiensten. An einem Pfingstfest zählte man 2.000 Abreisende. In der folgenden Zeit wurde von weiteren Heilungen berichtet, zuerst in Blumhardts Familie, dann in der Gemeinde und bei den Besuchern. Die liberale Presse verhöhnte die Ereignisse als Betrug und Wundergläubigkeit. Das Konsistorium der kirchlichen Oberbehörde verbot ihm daraufhin, die Heilung körperlicher Krankheiten mit der Seelsorge zu vermischen.
Blumhardt gelangte zur Gewissheit, dass das Kommen des Reiches Gottes nahe bevorstünde und dass es vorher noch eine „zweite Ausgießung des Heiligen Geistes“ geben werde. Diese Überzeugung beflügelte ihn zu sozialem Handeln. Nach dem Vorbild von Pfarrer Oberlin aus dem Steintal im Elsass eröffnete er 1844 einen Kindergarten und setzte die geheilte Gottliebin Dittus als erste Kindergärtnerin ein. In den Hungerjahren und den Zeiten großer Armut richtete er zusammen mit seiner Frau eine Suppenküche ein und gründete einen Wohltätigkeitsverein mit einer „Viehleihkasse“.

### Seelsorge in Bad Boll
1852 zog Blumhardt mit seiner Familie nach Bad Boll, dem Königlich Württembergischen Bad für die Oberen Stände. Mit finanzieller Unterstützung durch Freunde kaufte er dort das Kurhaus, wo er ein Heilungs- und Seelsorgezentrum gründete. Das Zentrum zog – dank Blumhardts Charisma – Gäste aus ganz Europa an und nahm Gäste aus allen gesellschaftlichen Schichten auf. Er leitete es bis zu seinem Tod 1880. Danach führte sein Sohn Christoph Blumhardt das Werk des Vaters weiter und publizierte dort verschiedene Gesangbücher.

## Blumhardt im Urteil der Zeitgenossen
Bereits zu seinen Lebzeiten war Blumhardt umstritten. Otto Funcke, der ihm selbst mehrmals begegnete, schreibt: „Es ging eine Kraft von ihm aus.“ Funckes Vater, der Arzt war, lehnte Blumhardt als „Schwärmer“ ab.
Die Schriftstellerin Ottilie Wildermuth kam 1862 zum ersten Mal nach Boll und hegte erhebliche Vorurteile gegen Blumhardt. Nachdem sie ihn persönlich kennengelernt hatte, ließ sie ihre Zweifel gegen ihn fallen; bis zu ihrem Tod fuhr sie regelmäßig zu Blumhardt und seiner Frau, mit denen sich eine Freundschaft entwickelte.

## Gedenken
Im evangelischen Namenkalender ist der 24. Februar der Gedenktag für Johann Christoph Blumhardt.
An das Leben und Wirken Blumhardts erinnern die Blumhardt-Gedenkstätte in Bad Liebenzell-Möttlingen sowie das Literaturmuseum Blumhardts Literatursalon in Bad Boll.
Seit 1955, seinem 150. Geburtstag, trägt die evangelische Kirche in Möttlingen seinen Namen Blumhardtkirche. Im evangelischen Kirchenkreis Neukölln erinnert die 1963/64 in Berlin-Britz errichtete Johann-Christoph-Blumhardt-Kirche an ihn. Eine 1997 gegründete christliche Privatschule (Johann-Christoph-Blumhardt-Schule) in Mühlacker-Lomersheim ist nach ihm benannt.

## Werke

### Gedichte und Lieder
- Sammlung älterer, meist unbekannter Choräle und Melodieen zu Kirchenliedern, vierstimmig gesetzt und zunächst für den Gebrauch des neuen württembergischen Gesangbuchs herausgegeben von Christoph Blumhardt, Pfarrer in Möttlingen bei Calw. Erste Abtheilung (Nr. 1–100, Melodieen zu drei- bis sechszeiligen Liedern). Stuttgart, Verlag der J. F. Steinkopf’schen Buchhandlung. 1843.
- Psalmlieder, oder die Psalmen, im singbare Lieder umgesetzt (1848)[7]
- Prophetenlieder nach Jeaia, nebst augewählten Psalmliedern, nach dem biblischen Texte bearbeitet (1850)[8]
- Neuen Gesängen zu Bibelliedern und Bibeltexten, zum gebrauch in Bad Boll (1876).[9]
- 76 Bilbelliederen nebsts 17 neuen Gesängen zum Gebrauch in Bad Boll (1876)[10]
- 14 Gesängen aus Bad Boll (1877)[11]
- Bibellieder oder in singbare Reime gebrachte Stellen der Heiligen Schrift, nebst einigen Fest- und Missionsliedern (1884)
- Fest- und Missionsliedern (ohne Jahr)[12]
- Chorgesänge für biblische Texte (zonder jaar)[13]
- Bibellieder oder in singbare Reime gebrachte Stellen der Heiligen Schrift nebst einigen Fest- und Missionsliedern, von Joh. Christoph Blumhardt, weiland Pfarrer in Bad Boll. Zum Gebrauch in Bad Boll neu herausgegeben von Christoph Blumhardt. Zweite verbesserte Auflage. Im Selbstverlag des Herausgebers. Stuttgart. Druck von Chr. Scheufele. 1884.
- Der Lobgesang der Maria. Ein Wechselgesang für Soli (zwei Frauenstimmen), Chor und Orgel (Harmonium) von Joh. Christoph Blumhardt. Neudietendorf in Thüringen: Friedrich Jansa 1921.

### Schriften
- Gesammelte Werke. Schriften, Verkündigung, Briefe, 14 Bände. Göttingen: Vandenhoeck & Ruprecht.
  - Reihe 1. Schriften. Herausgegeben von Gerhard Schäfer.
    - Band 1. Der Kampf in Möttlingen. Texte. Unter Mitarbeit von Paul Ernst herausgegeben von Gerhard Schäfer. Mit einer Einleitung „Zur Heilungsgeschichte der Gottliebin Dittus“ von Theodor Bovet. 1979.
    - Band 2. Der Kampf in Möttlingen. Anmerkungen. Unter Mitarbeit von Dieter Ising und Paul Ernst. 1979.

  - Reihe 2. Verkündigung. In Verbindung mit Peter Beyerhaus, Rudolf Bohren, Martin Schmidt und Manfred Seitz herausgegeben von Joachim Scharfenberg und Paul Ernst.
    - Band 1–4. Blätter aus Bad Boll. Faksimileausgabe mit einem Vorwort und erläuterndem Anhang herausgegeben von Paul Ernst. 1968–1970.
    - Band 5. Blätter aus Bad Boll. Erläuternder Anhang von Paul Ernst. 1974.

  - Reihe 3. Briefe. Herausgegeben von Dieter Ising.
    - Band 1. Frühe Briefe bis 1838. Texte. 1993.
    - Band 2. Frühe Briefe bis 1838. Anmerkungen. 1993.
    - Band 3. Möttlinger Briefe 1838–1852. Texte.  1997.
    - Band 4. Möttlinger Briefe 1838–1852. Anmerkungen. 1997
    - Band 5. Bad Boller Briefe 1852–1880. Texte. 1999.
    - Band 6. Bad Boller Briefe 1852–1880. Anmerkungen. 1999.
    - Band 7. Briefe; Verzeichnisse und Register zu Band 1–6. 2001.
- Ausgewählte Schriften. Band 1: Schriftauslegung, Band 2: Verkündigung, Band 3: Seelsorge – Glaubensfragen, Briefe, Gebete, Lieder. Herausgegeben von Wolfgang J. Bittner. Neufeld, Metzingen/Gießen 1991; Schwarzenfeld 2006, ISBN 3-937896-41-4.
- Sieg über die Hölle. Die Krankheits- und Heilungsgeschichte der Gottliebin Dittus in Möttlingen. Herausgegeben von Katja Wolff. Edition Tempelbibliothek, 2005, ISBN 3-930730-33-2. Onlinetext
- Handbüchlein der Weltgeschichte für Schulen und Familien, 7., verbesserte Auflage, Verlag der Vereinsbuchhandlung, Calw 1877. Digitalisat